# Championnat du monde des voitures de sport 1972
1971 1973
Le Championnat du monde des voitures de sport 1972 est la 20e saison du Championnat du monde des voitures de sport (WSC) FIA. Il est ouvert aux voitures Sport pour la catégorie S et aux Grand Tourisme pour la catégorie GT. Ce championnat s'est couru du 9 janvier 1972 au 22 juillet 1972, comprenant onze courses.

## Calendrier
| Manche | Course                           | Circuit                        | Participants | Date          |
| ------ | -------------------------------- | ------------------------------ | ------------ | ------------- |
| 1      | 1 000 km de Buenos Aires†        | Autódromo Oscar Alfredo Gálvez | 23           | 10 janvier    |
| 2      | 6 Heures de Daytona              | Daytona International Speedway | 56           | 6 février     |
| 3      | 12 Heures de Sebring             | Sebring International Raceway  | 61           | 25 mars       |
| 4      | 1 000 km de Brands Hatch - BOAC† | Brands Hatch                   | 23           | 16 avril      |
| 5      | 1 000 km de Monza                | Autodromo Nazionale di Monza   | 20           | 25 avril      |
| 6      | 1 000 km de Spa                  | Circuit de Spa-Francorchamps   | 28           | 7 mai         |
| 7      | Targa Florio                     | Palermo                        | 76           | 21 mai        |
| 8      | 1 000 km du Nürburgring - ADAC   | Nürburgring                    | 50           | 28 mai        |
| 9      | 24 Heures du Mans                | Le Mans                        | 55           | 10 au 11 juin |
| 10     | 1 000 km de Zeltweg              | Österreichring                 | 23           | 25 juin       |
| 11     | 6 Heures de Watkins Glen         | Watkins Glen International     | 30           | 22 juillet    |

† - Course n'acceptant que les voitures de Sport-Prototypes, les GT ne participant pas.

## Résultats de la saison

### Attribution des points
Les points sont distribués aux dix premiers de chaque course dans l'ordre de 20-15-12-10-8-6-4-3-2-1 points.
Les constructeurs ne reçoivent les points que de leur voiture la mieux classée, les autres voitures du même constructeur ne marquant aucun point.

### Courses
| Manche | Circuit           | Équipe vainqueur Sports-Prototype | Équipe vainqueur GT                    | Résultats |
| Manche | Circuit           | Pilote vainqueur Sports-Prototype | Pilote vainqueur GT                    | Résultats |
| ------ | ----------------- | --------------------------------- | -------------------------------------- | --------- |
| 1      | Buenos Aires      | #30 SpA Ferrari SEFAC             | Aucun                                  | Résultats |
| 1      | Buenos Aires      | Ronnie Peterson Tim Schenken      |                                        | Résultats |
| 2      | Daytona           | #2 SpA Ferrari SEFAC              | #59 Brumos Porsche                     | Résultats |
| 2      | Daytona           | Mario Andretti Jacky Ickx         | Hurley Haywood Peter Gregg             | Résultats |
| 3      | Sebring           | #2 SpA Ferrari SEFAC              | #57 Dana English                       | Résultats |
| 3      | Sebring           | Mario Andretti Jacky Ickx         | Dave Heinz Robert R. Johnson           | Résultats |
| 4      | Brands Hatch      | #11 SpA Ferrari SEFAC             | Aucun                                  | Résultats |
| 4      | Brands Hatch      | Mario Andretti Jacky Ickx         |                                        | Résultats |
| 5      | Monza             | #1 SpA Ferrari SEFAC              | #44 Ugo Locatelli                      | Résultats |
| 5      | Monza             | Clay Regazzoni Jacky Ickx         | Ugo Locatelli "Pal Joe"                | Résultats |
| 6      | Spa-Francorchamps | #3 SpA Ferrari SEFAC              | #42 Claude Dubois                      | Résultats |
| 6      | Spa-Francorchamps | Brian Redman Arturo Merzario      | Jean-Marie Jacquemin Yves Deprez       | Résultats |
| 7      | Palermo           | #3 SpA Ferrari SEFAC              | #38 Ennio Bonomelli                    | Résultats |
| 7      | Palermo           | Arturo Merzario Sandro Munari     | Pino Pica Gabriele Gottifredi          | Résultats |
| 8      | Nürburgring       | #3 SpA Ferrari SEFAC              | #55 Porsche Kremer Racing              | Résultats |
| 8      | Nürburgring       | Ronnie Peterson Tim Schenken      | Erwin Kremer (de) John Fitzpatrick     | Résultats |
| 9      | Le Mans           | #15 Équipe Matra Simca Shell      | #18 Charles Pozzi                      | Résultats |
| 9      | Le Mans           | Henri Pescarolo Graham Hill       | Claude Ballot-Léna Jean-Claude Andruet | Résultats |
| 10     | Österreichring    | #1 SpA Ferrari SEFAC              | #33 Sachs Racing                       | Résultats |
| 10     | Österreichring    | Brian Redman Jacky Ickx           | Alex Janda Hans Schulze-Schwering      | Résultats |
| 11     | Watkins Glen      | #85 SpA Ferrari SEFAC             | #22 North American Racing Team         | Résultats |
| 11     | Watkins Glen      | Mario Andretti Jacky Ickx         | Jean-Pierre Jarier Peter Gregg         | Résultats |

### Championnat du monde des constructeurs
Il y a deux classements, un premier pour toutes les catégories et un deuxième pour la catégorie GT uniquement.
Les voitures qui participent aux courses et qui ne font pas partie des catégories S (Sport) ou GT (Grand Tourisme) ne sont pas inscrites au championnat. Seuls les huit meilleurs résultats sont pris en compte dans le classement. Les autres points ne sont pas comptabilisés et sont indiqués en italique.

#### Classement toutes catégories
| Pos | Constructeur | 1  | 2  | 3  | 4  | 5  | 6  | 7  | 8  | 9  | 10 | 11 | Total |
| --- | ------------ | -- | -- | -- | -- | -- | -- | -- | -- | -- | -- | -- | ----- |
| 1   | Ferrari      | 20 | 20 | 20 | 20 | 20 | 20 | 20 | 20 | 8  | 20 | 20 | 160   |
| 2   | Alfa Romeo   | 12 | 12 | 12 | 12 |    |    | 15 | 12 | 10 |    |    | 85    |
| 3   | Porsche      | 6  | 4  | 8  | 2  | 15 | 3  | 8  | 2  | 12 | 1  | 10 | 71    |
| 4   | Lola         | 4  | 6  | 6  | 4  |    | 8  | 10 | 6  |    | 4  |    | 48    |
| 5   | Chevron      | 8  |    |    | 3  |    | 12 |    | 8  |    | 8  | 2  | 41    |
| 6   | Mirage       |    |    |    |    |    | 10 |    | 10 |    |    | 12 | 32    |
| 7   | Matra        |    |    |    |    |    |    |    |    | 20 |    |    | 20    |
| 8   | Chevrolet    |    | 3  | 10 |    |    |    |    |    |    |    | 1  | 14    |
| 9   | De Tomaso    |    |    |    |    | 8  | 4  |    |    |    |    |    | 12    |
| 10  | Tondelli     |    |    |    |    | 6  |    |    |    |    |    |    | 6     |
| 11  | Abarth       |    |    |    |    |    |    | 4  |    |    |    |    | 4     |

#### Classement catégorie GT
La catégorie GT n'a pas participé à la 1re et 4e manche. Seuls les 7 meilleurs résultats sont retenus pour le championnat.
| Pos | Constructeur | 1 | 2  | 3  | 4 | 5  | 6  | 7  | 8  | 9  | 10 | 11 | Total |
| --- | ------------ | - | -- | -- | - | -- | -- | -- | -- | -- | -- | -- | ----- |
| 1   | Porsche      |   | 20 | 15 |   |    | 15 | 20 | 20 | 6  | 15 | 15 | 120   |
| 2   | Ferrari      |   | 6  | 12 |   |    | 6  |    |    | 20 |    | 20 | 64    |
| 3   | De Tomaso    |   |    |    |   | 20 | 20 |    |    | 3  | 20 |    | 63    |
| 4   | Chevrolet    |   | 15 | 20 |   |    |    |    |    | 4  |    | 10 | 49    |
| 5   | Alfa Romeo   |   |    |    |   |    |    | 8  |    |    |    |    | 8     |
| 6   | Opel         |   |    |    |   |    |    |    | 6  |    |    |    | 6     |